# Stara Wieś (Kocina)
Stara Wieś – część wsi Kocina w Polsce położona w województwie świętokrzyskim, w powiecie kazimierskim, w gminie Opatowiec.
W latach 1975–1998 Stara Wieś administracyjnie należała do województwa kieleckiego.